# 李時芳
李時芳（1544年—？），字惟榮，號两山，陝西西安府乾州武功縣人，軍籍，明朝政治人物。賜進士出身。

## 生平
隆慶四年（1570年）庚午科陝西鄉試第十二名，萬曆二年（1574年）甲戌科會試第六十六名，登二甲第六十名進士。历官河南府知府，十二年（1584年）八月升山西按察司岢岚道副使，以功加按察使，仍分守岢岚道，十九年九月被阅视给事中張貞觀参论奏报失实，市赏加额，被降调。

## 家族
曾祖父李守益；祖父李廷梅；父李思恕，壽官。母常氏。具庆下。